# 白市駅
白市駅（しらいちえき）は、広島県東広島市高屋町小谷にある、西日本旅客鉄道（JR西日本）山陽本線の駅である。駅番号はJR-G12。

## 概要
山陽本線における広島シティネットワークの東端駅であり、岩国駅や広島駅から当駅終着・始発となる列車が、日中は4分の3を占める。
駅員は周辺駅を含めて巡回するため当駅には常駐せず、改札口付近に設置されているインターホンにて対応する（海田市駅の統括駅内となっている）。また、ICOCAの利用が可能である（相互利用可能ICカードはICOCAの項を参照）。
当駅は高屋町小谷地区に所在するため本来の白市からは離れているが、その地区の住民が出資して開業し、この駅名が付いた。

### 空港アクセス鉄道計画
以前当駅から広島空港へ空港アクセス鉄道を敷設する計画があった。JR西日本に空港アクセス鉄道との直通運転を申し入れたもののJRの理解を得られず、広島県は事業化を断念した。

### 広島エアターミナル計画
2013年1月18日、広島県によって、白市駅に広島空港のチェックインカウンター等を設置する案が明らかにされた。

## 歴史
- 1895年（明治28年）1月25日：山陽鉄道の河内駅 - 西条駅間に新設開業[1]。旅客・貨物取扱開始[1]。
- 1906年（明治39年）12月1日：山陽鉄道国有化により帝国鉄道庁の駅となる[1]。
- 1909年（明治42年）10月12日：線路名称制定。山陽本線の所属となる。
- 1938年（昭和13年）4月：駅舎改築。
- 1961年（昭和36年）9月1日：貨物取扱廃止[1]。
- 1984年（昭和59年）2月1日：荷物扱い廃止[1]。
- 1987年（昭和62年）4月1日：国鉄分割民営化により、西日本旅客鉄道（JR西日本）の駅となる[1]。
- 1998年（平成10年）
  - 3月：みどりの窓口の営業を開始[4]。
  - 4月1日：ジェイアール西日本広島メンテックによる業務委託駅となる。
- （詳細時期不明）：ジェイアール西日本広島メンテックの広島東駅務所が、当駅に設けられる[注釈 1]。
- 2007年（平成19年）
  - 6月23日：ICカード「ICOCA」対応簡易自動改札機導入。
  - 9月1日：ICカード「ICOCA」の利用が可能となる。
- 2016年（平成28年）1月14日：エレベーター付きの跨線橋の使用を開始[10]。
- 2018年（平成30年）
  - 7月6日：平成30年7月豪雨により営業休止。
  - 8月21日：当駅 - 八本松駅間で暫定的な部分運転を実施[11][12]。
  - 9月9日：当駅 - 瀬野駅間で運転再開[13]。
  - 9月30日：三原駅 - 当駅間で運転再開[14]。
- 2020年（令和2年）9月：駅ナンバリングが導入され、使用を開始[15][16]。
- 2024年（令和6年）
  - 4月30日：みどりの窓口の営業を終了[2]。
  - 5月1日：駅員は周辺駅の巡回業務を行なうため、当駅の常駐は廃止となり、インターホンでの遠隔対応に変更となる[2]。

## 駅構造
単式ホーム1面1線と島式ホーム1面2線、合計2面3線を有する地上駅。駅舎側が単式1番線、2・3番線が島式ホームである。互いのホームは広島方面の跨線橋で連絡している。

### 駅舎概要
- 平屋方式
- 落成年不詳
- 1938年改築[17]

### 駅舎コンコース内
- 改札口は1箇所北側にある。
- 自動券売機
- SMART ICOCAチャージ機

### のりば
| のりば | 路線     | 方向 | 行先           | 備考                               |
| ------ | -------- | ---- | -------------- | ---------------------------------- |
| 1      | 山陽本線 | 上り | 三原・福山方面 | 福山方面は三原または糸崎で乗り換え |
| 2・3   | 山陽本線 | 下り | 西条・広島方面 |                                    |

- 上り本線は1番のりば、下り本線は3番のりば。
- 2番のりばは上下共用の待避線（中線）であり、当駅始発の広島方面行列車が使用する。但し、朝5時台の初電は3番のりばから発車する。
- 夜間滞泊が設定されている。

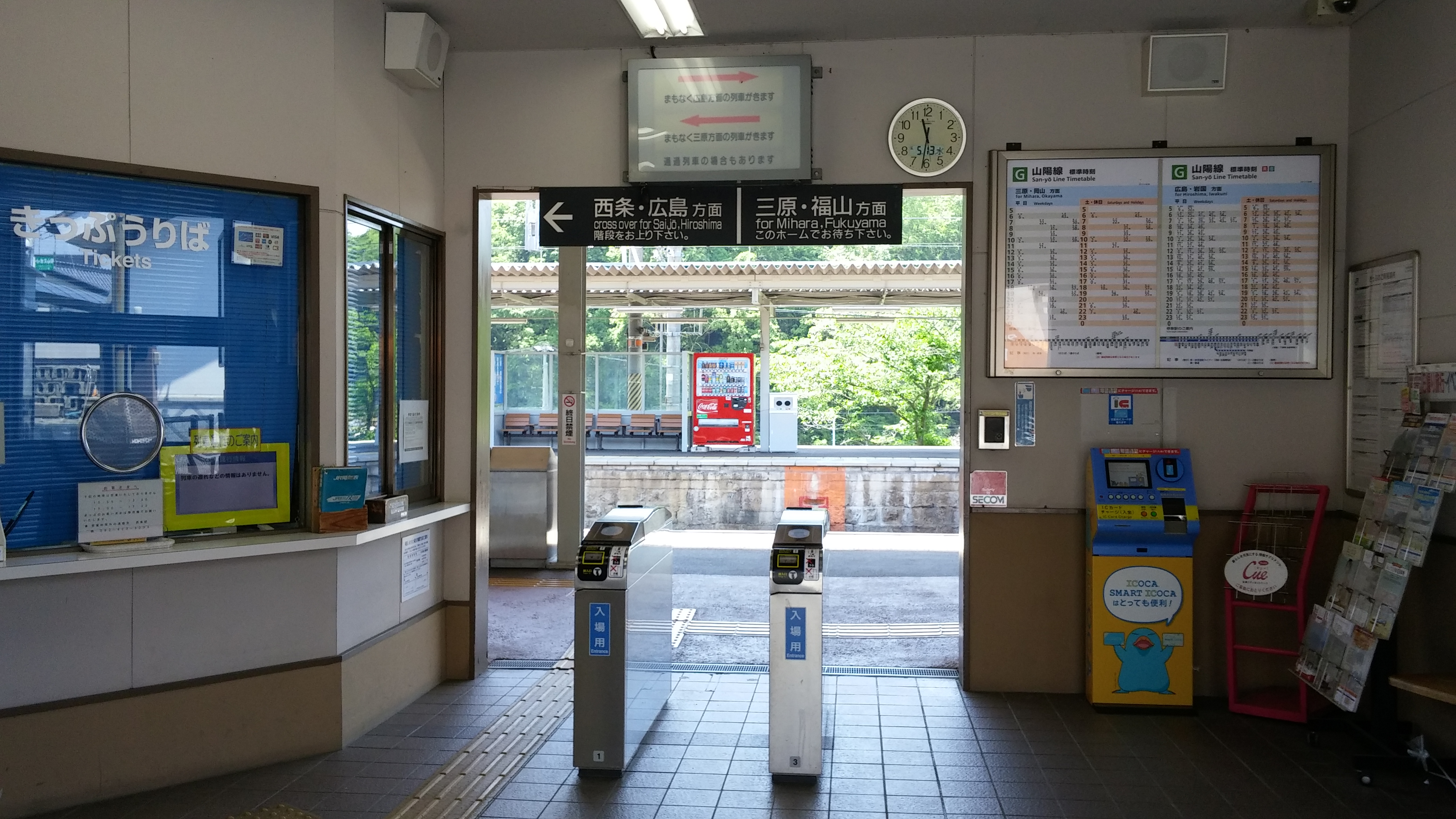
改札口（2015年5月）
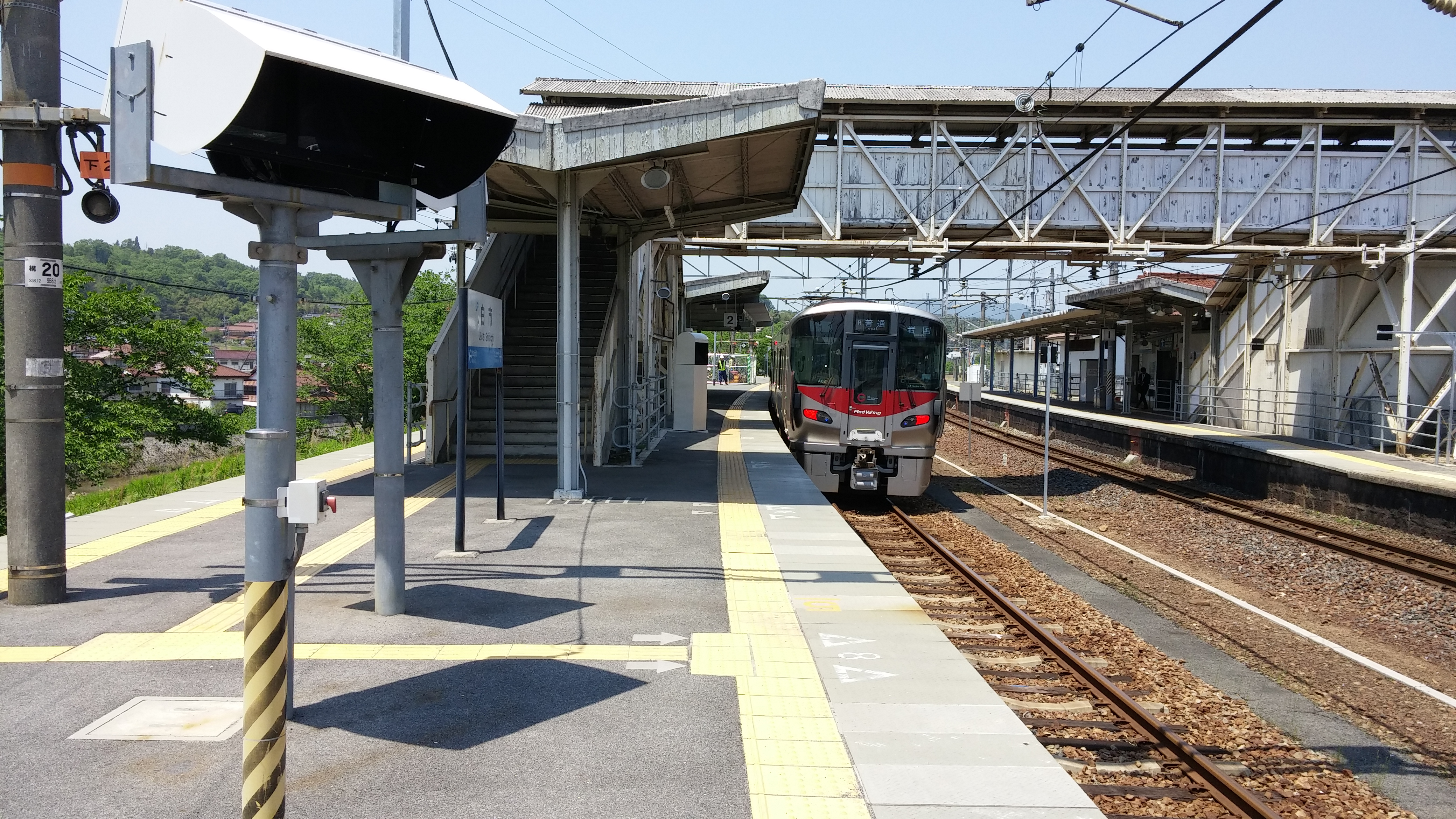
ホーム（2015年5月）
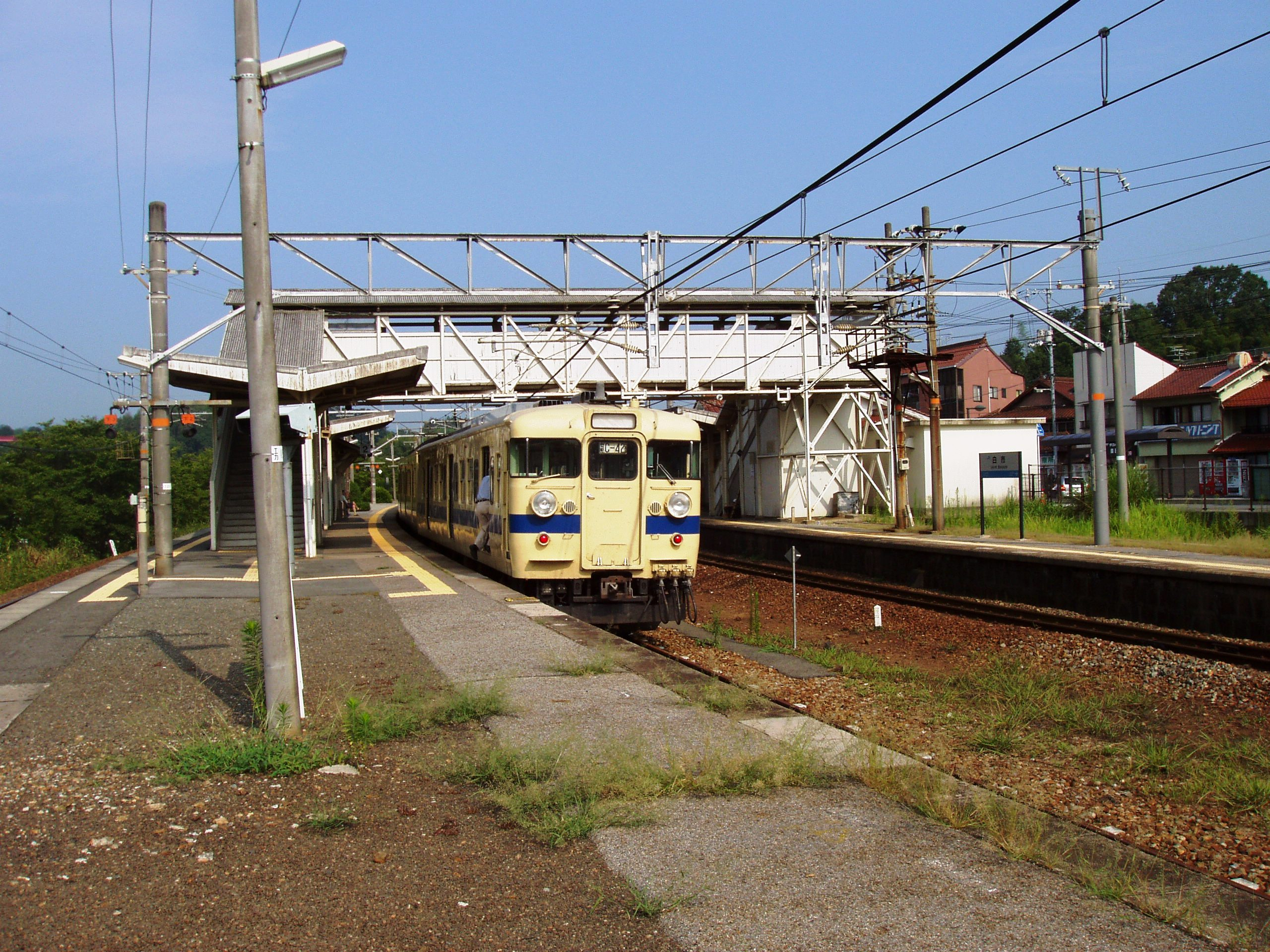
構内（2005年8月）

## 利用状況
「統計でみる東広島」によると、1日平均乗車人員は以下の通り。
| 年度                | 1日平均 乗車人員 |
| ------------------- | ---------------- |
| 1987年（昭和62年）  | 739              |
| 1988年（昭和63年）  | 906              |
| 1989年（平成 元年） | 1,088            |
| 1990年（平成02年）  | 1,245            |
| 1991年（平成03年）  | 1,384            |
| 1992年（平成04年）  | 1,435            |
| 1993年（平成05年）  | 1,638            |
| 1994年（平成06年）  | 1,853            |
| 1995年（平成07年）  | 1,786            |
| 1996年（平成08年）  | 1,830            |
| 1997年（平成09年）  | 1,870            |
| 1998年（平成10年）  | 1,907            |
| 1999年（平成11年）  | 1,987            |
| 2000年（平成12年）  | 2,014            |
| 2001年（平成13年）  | 1,992            |
| 2002年（平成14年）  | 2,003            |
| 2003年（平成15年）  | 2,053            |
| 2004年（平成16年）  | 2,060            |
| 2005年（平成17年）  | 2,077            |
| 2006年（平成18年）  | 2,056            |
| 2007年（平成19年）  | 2,103            |
| 2008年（平成20年）  | 2,078            |
| 2009年（平成21年）  | 2,050            |
| 2010年（平成22年）  | 1,952            |
| 2011年（平成23年）  | 1,937            |
| 2012年（平成24年）  | 1,923            |
| 2013年（平成25年）  | 1,983            |
| 2014年（平成26年）  | 1,887            |
| 2015年（平成27年）  | 1,896            |
| 2016年（平成28年）  | 1,839            |
| 2017年（平成29年）  | 1,815            |
| 2018年（平成30年）  | 1,620            |
| 2019年（令和 元年） | 1,637            |
| 2020年（令和02年）  | 1,340            |
| 2021年（令和03年）  | 1,256            |
| 2022年（令和04年）  | 1,323            |

## 駅周辺
- 小谷郵便局
- 東広島市立小谷小学校
- 広島県道59号東広島本郷忠海線
  - 東方向 - 国道432号・山陽自動車道河内IC・広島空港・三原市本郷方面
  - 西方向 - 東広島呉自動車道高屋IC・東広島市高屋町・国道375号・山陽自動車道西条IC方面
- 広島県道348号小田白市線
- 広島県道351号造賀田万里線
- 山陽自動車道 小谷サービスエリア（上り線、下り線共にウェルカムゲートから利用可能）

## バス路線
- 芸陽バス

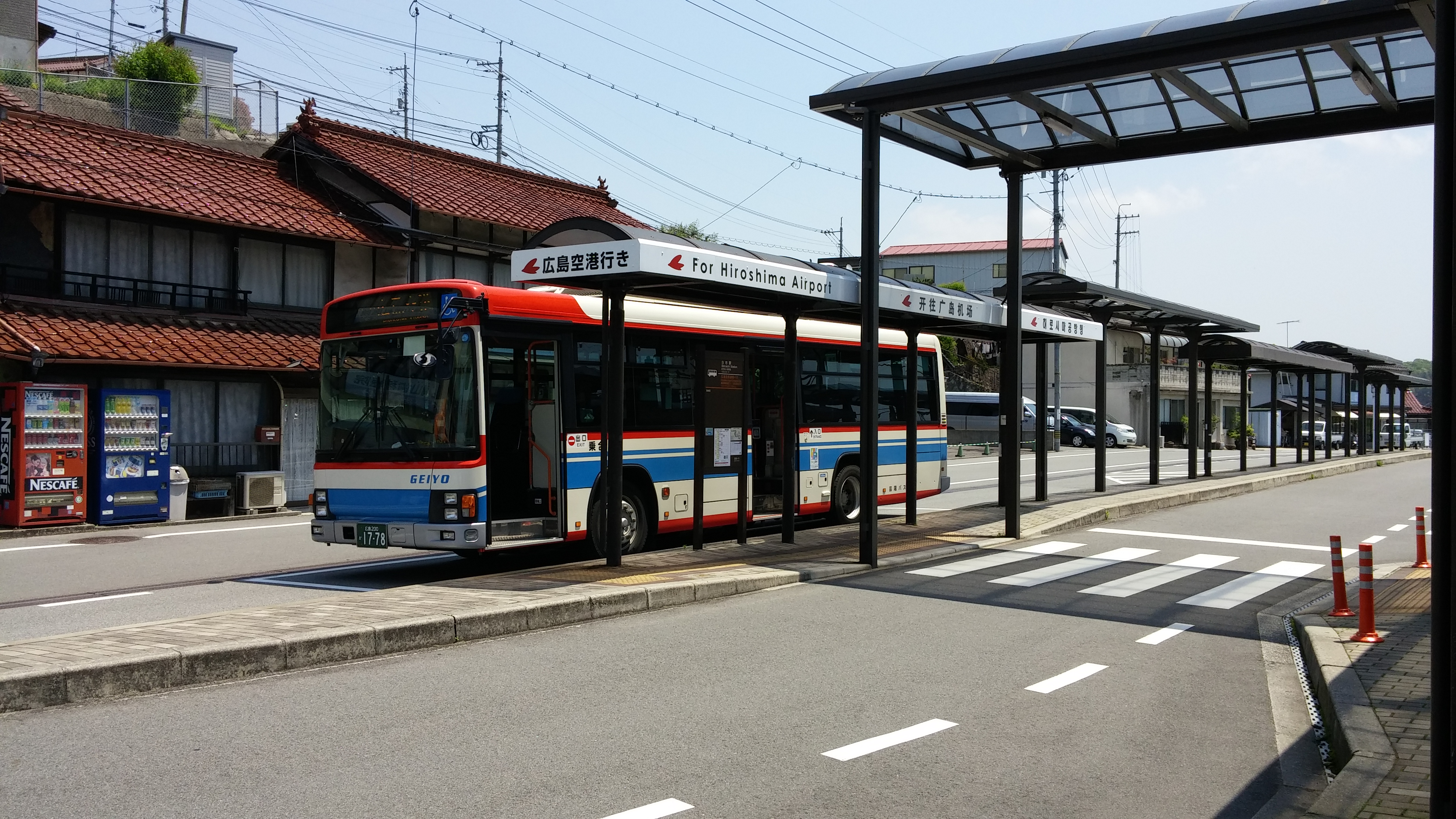
広島空港連絡バス（2015年5月）

  - 白市駅－広島空港線（広島空港連絡バス）[18] - 広島空港行（河内インター経由・大内原経由） / ネオポリス北行・高屋東工業団地行
  - 西高屋－白市線[19] - 白市方面 西高屋駅行・西条駅行

2011年まで、広島空港連絡バスに乗継ぐ場合は下記の区間で鉄道と連絡運輸を行い、乗継切符（三原駅 - 岩国駅間）・乗継回数券（西高屋駅 - 岩国駅間）（運賃は鉄道とバスの合算）を発売していた。

## 隣の駅
西日本旅客鉄道
 山陽本線
入野駅 (JR-G13) - 白市駅 (JR-G12) - 西高屋駅 (JR-G11)